# 鄭邦鎮
鄭邦鎮（1947年12月9日—），臺灣文學研究者、教育工作者，彰化縣員林鎮人，主要研究臺灣文學。

## 生平
1975年以論文〈說文省聲探賾〉得輔仁大學碩士學位，1987年以論文〈明代前期八股文形構研究〉得國立臺灣大學博士學位，歷任靜宜大學副教授、兼中國文學系主任、兼臺灣研究中心主任和國立臺灣文學館館長。
鄭邦鎮主要研究中國明清八股文研究、中國明清小品文研究與作文方法等，對臺灣文學也有研究；在學校開授應用文、臺灣文學紀事編年漢語文言、報紙閱讀與議題探索、中國簡體字概論等課程。
他提交給任教學校的自己的學術專長有8，依序是：八股文研究、小品文、漢語文言、中國簡體字、應用文書、作文方法、演說學、臺灣文學。1990年獲得中國文藝協會所頒發的中國文藝獎章文學批評獎。
鄭邦鎮也是台灣教授協會的成員之一，政治立場傾向臺灣獨立；1996年鄭邦鎮參與發起建國黨，並且於1997年代表建國黨參選臺中市市長、1998年代表建國黨於臺中市參選第4屆立法委員，都未能當選。1999年當選第3屆建國黨主席，並且於同年8月宣佈參選中華民國總統，並與黃玉炎搭檔參選；但是由於未能超過連署門檻而未能參與總統大選，2000年1月6日宣布退選。
鄭邦鎮前後擔任靜宜大學中國文學系主任9年，大力提倡臺灣中國語文學界改革，及推動臺灣文學、語言系所的設立。期間曾接受行政院文化建設委員會和所屬國立臺灣文學館的委託，策劃編纂2001年到2004年的《臺灣文學年鑑》。
鄭邦鎮在2007年8月15日被文建會借調到國立臺灣文學館擔任館長，為該館第1位和僅有的1位副教授級別職稱調任的館長，且大幅延長開放時間，每個開放日都從上午9時開放到晚上9時；2010年2月1日卸任，由李瑞騰接任館長。同時，鄭邦鎮也是自2003年國立臺灣文學館正式開館營運以來的首任館長；並於其卸任前夕獲頒行政院三等功績獎章。
2010年，鄭邦鎮擔任五都改制後的臺南市政府教育局首任局長。
2013年10月，鄭邦鎮以臺南市政府教育局局長身份前往臺南市立醫院探視九名因食物中毒住院的崇明國中學生，陪伴多時；其後，疑似在閒談間與學生及家長閒聊學生手抖不停問題，鄭邦鎮戲稱：「拿個球棒把他們（學生）打昏，睡著了就不會再抖了！」10月31日臺南市議員蔡淑惠質詢此事，臺南市政府衛生局局長林聖哲證實有聽到家長不滿鄭邦鎮言論；鄭邦鎮表示是為了舒緩家長緊張的情緒，改向家長與學生表達歉意。臺南市政府稱，鄭邦鎮言論為「無心之過」，希望外界不要過度渲染。

## 外部連結
- 靜宜大學研究發展處鄭邦鎮著作網頁[永久]
- 國立臺灣文學館 （页面存档备份，存于）
- 臺灣作家作品目錄系統 （页面存档备份，存于）

| 前任： 許世楷 | 建國黨主席 1998年—2000年                          | 繼任： 何文杞 |
| 前任： 吳密察 | 國立臺灣文學館館長 2007年8月15日－2010年2月1日    | 繼任： 李瑞騰 |
| 前任： 首任   | 臺南市政府教育局長 2010年12月25日至2014年12月25日 | 繼任： 陳修平 |